# Titov slavolok, Rim
Titov slavolok (ital. Arco di Tito; latinščina Arcus Titi) je triumfalni slavolok iz 1. stoletja našega štetja, ki stoji na Via Sacra v Rimu, le jugovzhodno od Rimskega foruma. Zgrajen je bil ok. leta 81 po naročilu cesarja Domicijana kmalu po smrti njegovega starejšega brata Tita v spomin na Titovo uradno poveličanje ali posvečenje ter na Titovo zmago skupaj z očetom Vespazijanom nad judovskim uporom v Judeji. Slavolok vsebuje plošče, ki prikazujejo zmagoslavno povorko, ki je bila praznovana leta 71 po rimski zmagi, ki je dosegla vrhunec ob padcu Jeruzalema in predstavlja eno redkih sodobnih upodobitev artefaktov Herodovega templja. Postal je simbol Judovske diaspore in menora, upodobljena na loku, je služila kot model za menoro, ki se je uporabljala kot simbol države Izrael.
Lok je bil splošen model številnih slavolokov, postavljenih od 16. stoletja - morda najbolj znan kot navdih za Slavolok zmage v Parizu v Franciji.

## Zgodovina
Na podlagi sloga kiparskih podrobnosti je Domicijanu naklonjeni arhitekt Rabirius, včasih pripisan Koloseju, morda izvedel slavolok. Brez sodobne dokumentacije pa se atribucije rimskih stavb na podlagi sloga štejejo za negotove.
Srednjeveški latinski potovalni vodnik Mirabilia Urbis Romae je opazil spomenik in zapisal: »lok sedmih svetilk Tita in Vespazijana; [kjer ima Mojzesov svečnik sedem vej, s skrinjo, ob vznožju stolpa Kartular"].
V srednjem veku je družina Frangipani v obok dodala drugo zgodbo in jo spremenila v utrjen stolp; luknje iz grede so ostale v ploščah. Papež Pavel IV. (papež 1555–1559) ga je postavil za kraj letne prisege.
To je bila ena prvih stavb, ki so bile moderno obnovljene, začenši z Raffaelom Sternom leta 1817 in nadaljeval Valadier podPijem VII. leta 1821, z novimi kapiteli in s zidom iz travertina, ki se razlikuje od prvotnega marmorja. Obnova je bila model za podeželsko stran Porta Pia.
Neznan datum je rimski glavni rabinat na spomenik postavil lokalno prepoved Judom, ki hodijo pod obokom; to je bilo preklicano ob ustanovitvi države Izrael leta 1948, na dogodku v Hanuki leta 1997 pa je bila sprememba objavljena. Slavolok v rabinski literaturi ni bil nikoli omenjen.

## Opis

### Arhitektura
Lok je velik s kanelurastimi in gladkimi stebri, pri čemer je slednji posledica obnove 19. stoletja.

### Velikost
Titov slavolok meri: 15,4 metra v višino, 13,5 metra v širino in 4,75 metra v globino. Notranji lok je visok 8,3  metrov in širok 5,36 m.

### Kiparski okras
Spandreli v zgornjem levem in desnem kotu loka vsebujejo poosebitve Zmage kot krilate ženske. Med njimi je ključni kamen, na katerem stoji ženska na vzhodni strani in moški na zahodni strani.
Spodnja stran loka je globoko obdelan z reliefom Titove apoteoze v središču. Kiparski program vključuje tudi dva panelna reliefa, ki obdajata prehod v loku. Oba se spominjata skupnega zmagoslavja, ki sta ga poleti leta 71 praznovala Tit in njegov oče Vespazijan.
Južna notranja plošča prikazuje plen, odvzet iz templja v Jeruzalemu. Zlati svečnik ali menora je glavni poudarek in je vklesan v globokem reliefu. Drugi sveti predmeti, ki jih nosijo v zmagoslavni procesiji, so Zlate trobente, ponve za odstranjevanje pepela z oltarja in Miza iz Shewbreada. . Ta plen je bil verjetno prvotno obarvan v zlato barvo z ozadjem v modri barvi. Leta 2012 je Projekt digitalne restavracije Arch of Titus odkril ostanke rumene oker barve na reliefu menore.
Severna notranja plošča prikazuje Tita kot triumfatorja, na katerem so prisotni različni geniji in liktorji, ki nosijo fascie. Amazonka s čelado, Valour, vodi kvadrigo ali voz s štirimi konji, ki nosijo Tita. Krilata Viktorija ga okrona z lovorovim vencem.  Primerjanje je pomembno zato, ker je to eden prvih primerov pobožanskosti in ljudi, ki so skupaj prisotni v enem prizoru. To je v nasprotju s ploščami Ara Pacis, kjer so ljudje in božanstva ločeni.
Skulptura zunanjih obrazov dveh velikih slopov je bila izgubljena, ko je bil Titov slavolok vključen v srednjeveško obrambno obzidje. Atika oboka je bila prvotno okronana s kipom, morda pozlačenim vozom. Glavni napis je bil včasih okrašen s črkami iz morda srebra, zlata ali kakšne druge kovine.

### Napisi

#### Originalni napis
Originalni napis je pritrjen na vzhodni strani Slavoloka. Napisano je z rimskimi velikimi tiskanimi črkami in se glasi:
SENATVS

POPVLVSQVE·ROMANVS

DIVO·TITO·DIVI·VESPASIANI·F(ILIO)

VESPASIANO·AVGVSTO
(Senatus Populusque Romanus divo Tito divi Vespasiani filio Vespasiano Augusto),[18] which means
" Senat in rimsko ljudstvo (posvetite to) poveličanemu Titu Vespazijanu Avgustu, sinu poveličanega Vespazijana."[19]

#### 1821 napis
Nasprotna stran Titovega slavoloka je dobila nove napise, potem ko jo je med pontifikatom papeža Pija VII. obnovil Giuseppe Valadier leta 1821. Obnova je bila namerno narejena iz sadre, da bi razlikovala med izvirnikom in obnovljenimi deli.
Napis se glasi:
INSIGNE · RELIGIONIS · ATQVE · ARTIS · MONVMENTVM

VETVSTATE · FATISCENS

PIVS · SEPTIMVS · PONTIFEX · MAX(IMVS)

NOVIS · OPERIBVS · PRISCVM · EXEMPLAR · IMITANTIBVS

FVLCIRI · SERVARIQVE · IVSSIT

ANNO · SACRI · PRINCIPATVS · EIVS · XXIIII 
(Insigne religionis atque artis, monumentum, vetustate fatiscens: Pius Septimus, Pontifex Maximus, novis operibus priscum exemplar imitantibus fulciri servarique iussit. Anno sacri principatus eius XXIV), kar pomeni

(Ta) spomenik, izjemen tako z vidika vere kot umetnosti, 

je oslabil od starosti: 

Pij Sedmi, vrhovni papež, 

z novimi deli po vzoru starodavnega vzornika 

naročil, naj se okrepi in ohrani. 

• V 24. letu svojega svetega vladanja. • 

## Arhitekturni vpliv
Dela po vzoru ali navdihu Titovega slavoloka kronološko vključujejo:
- Fasada bazilike Sant'Andrea di Mantova (1462) Leona Battiste Albertija
- Slavolok zmage, Pariz, Francija (1806)
- Vojaški in mornarski lslavolok, Brooklyn (1892)
- Washington Square Arch, Manhattan, Stanford White (1892)
- Začasni Dewey Arch, Manhattan (1899) [16]
- The Fusiliers's Arch, Dublin (1907) [17]
- Nacionalni spominski slavolok, Nacionalni zgodovinski park Valley Forge, Pensilvanija, Paul Philippe Cret (1910)
- Indijska vrata, New Delhi, Indija, Edward Lutyens (1921) [18]

## Galerija
- ok.1740, Giovanni Paolo Panini
- 1744, Canaletto
- 1748-74, Giovanni Battista Piranesi
- 1839, Constantin Hansen